# Diant
Diant ist eine französische Gemeinde mit 196 Einwohnern (Stand: 1. Januar 2022) im Département Seine-et-Marne in der Region Île-de-France. Sie gehört zum Arrondissement Provins und zum Kanton Nemours.

## Geographie
Diant liegt 13 Kilometer südlich von Montereau-Fault-Yonne.
|                   | Montmachoux, La Brosse-Montceaux | Villeneuve-la-Guyard, Saint-Agnan |
| Voulx             | Kompass                          |                                   |
| Chevry-en-Sereine | Blennes                          | Villethierry                      |

## Sehenswürdigkeiten
- Schloss
- Waschhaus aus dem 19. Jahrhundert

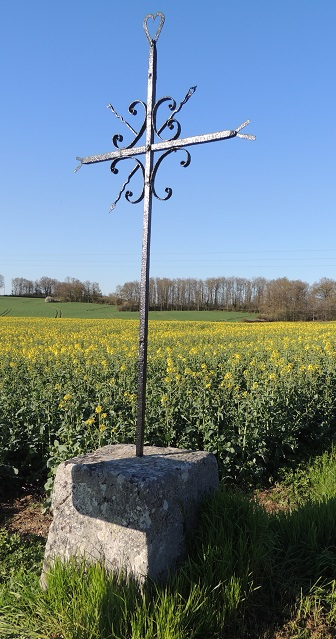
Kreuz
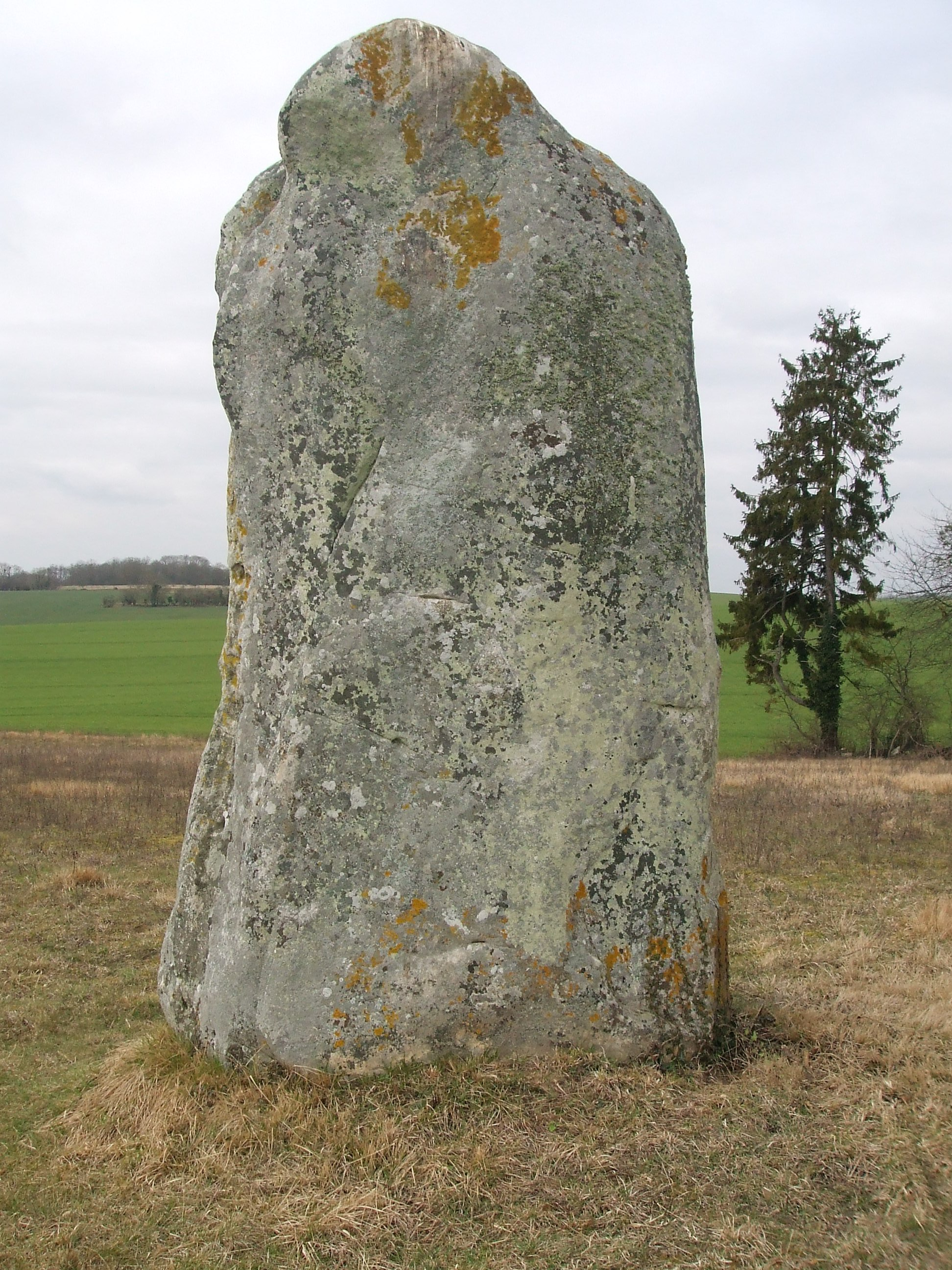
Menhir